# Shirley Cruz Traña
Shirley Iveth Cruz Traña, ismertebb nevén Shirley Cruz Traña (San José, 1985. augusztus 28. –) Costa Rica-i női válogatott labdarúgó.

## Pályafutása
Cruz a CF Universidadnál kezdte labdarúgó-pályafutását San Joséban. 14 évesen egy tartományi versenyen nyújtott teljesítménye után szerzett hírnevet hazájában, melynek köszönhetően a fővárosi klubok sorra vetélkedtek játékjogáért. A helyi AD Goicoechea, CS Desamparados és UCEM Alajuela csapataiban nevelkedett és három bajnoki címet nyert, 2006 januárjában pedig a francia Olympique Lyon klubjához szerződött. Első szezonjában hét bajnoki mérkőzésen lépett pályára, és három gólt szerzett. Hat bajnoki címet könyvelhetett el Lyonban, majd a Paris Saint-Germainhez írt alá. A kék-pirosaknál hat idényt húzott le és öt alkalommal végzett a dobogó második fokán csapatával.
2018 januárjában kínai Csiangszu Szuninghoz írt alá.
A 2020-as szezont az OL Reign gárdájánál kezdte meg, de a világjárvány miatt nem tudott állandó szerepet vállalni együttesénél és 2021 decemberében, 16 mérkőzés után elhagyta a klubot.

## Sikerei

### Klubcsapatokban
Costa Rica-i bajnok (3):
- Alajuelense (5): 2003–04, 2004, 2019, 2022 (Apertura), 2022 (Clausura)
- UNCAF bajnok (1):
- Alajuelense (1): 2022

 Francia bajnok (6):
- Olympique Lyon (6): 2006–2007, 2007–2008, 2008–2009, 2009–2010, 2010–2011, 2011–2012

 Francia kupagyőztes (2):
- Olympique Lyon (2): 2007–08, 2011–12

Bajnokok Ligája győztes (2):
- Olympique Lyon (2): 2010–11, 2011–12

 Kínai kupagyőztes (1):
- Csiangszu Szuning (1): 2018

### A válogatottban
- Közép-amerikai Játékok győztes (1): 2013
- Pánamerikai Játékok bronzérmes (1): 2019
- Aranykupa ezüstérmes (1): 2014[1]

### Egyéni
Costa Rica-i gólkirálynő (1): 2003–04 (30 gól)